# ボーフォール (オート＝ガロンヌ県)
ボーフォール （Beaufort）は、フランス、オクシタニー地域圏、オート＝ガロンヌ県のコミューン。

## 地理
トゥールーズ都市エリアに属するボーフォールは、サヴェス地方にある。トゥールーズの北西40km、ミュレの南西18kmに位置する。
コミューンに源を発するソドリュヌ川が流れる。

## 人口統計
| 1962年 | 1968年 | 1975年 | 1982年 | 1990年 | 1999年 | 2006年 | 2014年 |
| ------ | ------ | ------ | ------ | ------ | ------ | ------ | ------ |
| 162    | 125    | 142    | 140    | 147    | 247    | 348    | 387    |

参照元:1962年から1999年までは複数コミューンに住所登録をする者の重複分を除いたもの。それ以降は当該コミューンの人口統計によるもの。1999年までEHESS/Cassini、2006年以降INSEE。